# HD 22675
HD 22675，又名BD-07 647，SAO 130628、HR 1108，是一颗恒星，视星等为5.85，位于銀經194.29，銀緯-45.81，其B1900.0坐标为赤經3h 33m 36.2s，赤緯-7° -45.81′ 2″。